# Finarfin
Finarfin est un personnage du légendaire de l'écrivain britannique J. R. R. Tolkien, apparaissant notamment dans Le Silmarillion. Finarfin est un Elfe Ñoldo, troisième fils de Finwë, et le plus jeune des demi-frères de Fëanor. Il est dit que seule sa maison parmi toutes celles des Ñoldor possédait des cheveux blonds, venant de sa mère, Indis. Son nom en quenya est Arafinwë, qui signifie « Noble Finwë », lequel a été adapté en sindarin par Finarfin.

## Histoire
Il fut le seul, accompagné de son peuple, à rester en Aman lors de l'exil de Ñoldor, et donc le seul à respecter la volonté des Valar, effrayé notamment par la prophétie de Mandos.
Tous ses enfants (Finrod,Orodreth, Angrod, Aegnor et Galadriel) suivirent Fëanor en Terre du Milieu. Angrod et Galadriel sont ceux qui survécurent le plus longtemps et assurèrent la descendance de la suite de la maison de Finarfin.
Dans Le Silmarillion, on dit de lui qu'il « était le plus juste et qu'il avait le cœur le plus sage, et que par la suite il eut pour amis les enfants d'Olwë, le seigneur des Teleri et qu'il épousa sa fille Eärwen ». Et en effet, il prévint les Ñoldor lorsqu'il vit la fierté de Fëanor s'accroître, ainsi que sa jalousie envers le pouvoir de son père. Il s'opposa aussi à la marche de Fëanor contre Morgoth, mais ne fut pas écouté. Et alors que Fëanor s'entêtait dans la bataille, car il voulait tenir son serment, Finarfin le quitta, entraînant avec lui de nombreux Teleri de la maison d'Olwë et ils obtinrent le pardon des Valar.
Ses relations avec Fëanor sont troubles (voire hostiles dans certains extraits du Silmarillion), car ce dernier n'aimait pas le remariage de son père avec Indis, et n'aimait pas non plus les enfants qui naquirent de cette union. Et contrairement à Fingolfin, son frère aîné, il refusa de suivre Fëanor et de partir en Terre du Milieu et devint le Seigneur des Ñoldor de la cité de Tirion, en Aman.
Quoi qu'il en soit, il resta en Aman avec les Valar et ne périt pas dans le tumulte engendré par Fëanor et ses fils, ni dans les guerres contre Morgoth.

## Famille
|  |  | Finwë     | Finwë     | Finwë     | Finwë     | Finwë     | Finwë     |        |        | Indis    | Indis    | Indis     | Indis     | Indis     | Indis     |           |           | Olwë   | Olwë   | Olwë   | Olwë   | Olwë   | Olwë   |        |        |  |  |        |        |        |        |        |        |  |  |           |           |           |           |           |           |           |           |           |           |          |          |          |          |  |  |
|  |  | Finwë     | Finwë     | Finwë     | Finwë     | Finwë     | Finwë     |        |        | Indis    | Indis    | Indis     | Indis     | Indis     | Indis     |           |           | Olwë   | Olwë   | Olwë   | Olwë   | Olwë   | Olwë   |        |        |  |  |        |        |        |        |        |        |  |  |           |           |           |           |           |           |           |           |           |           |          |          |          |          |  |  |
|  |  |           |           |           |           |           |           |        |        |          |          |           |           |           |           |           |           |        |        |        |        |        |        |        |        |  |  |        |        |        |        |        |        |  |  |           |           |           |           |           |           |           |           |           |           |          |          |          |          |  |  |
|  |  |           |           |           |           |           |           |        |        |          |          |           |           |           |           |           |           |        |        |        |        |        |        |        |        |  |  |        |        |        |        |        |        |  |  |           |           |           |           |           |           |           |           |           |           |          |          |          |          |  |  |
|  |  | Fingolfin | Fingolfin | Fingolfin | Fingolfin | Fingolfin | Fingolfin |        |        | Finarfin | Finarfin | Finarfin  | Finarfin  | Finarfin  | Finarfin  |           |           | Eärwen | Eärwen | Eärwen | Eärwen | Eärwen | Eärwen |        |        |  |  |        |        |        |        |        |        |  |  |           |           |           |           |           |           |           |           |           |           |          |          |          |          |  |  |
|  |  | Fingolfin | Fingolfin | Fingolfin | Fingolfin | Fingolfin | Fingolfin |        |        | Finarfin | Finarfin | Finarfin  | Finarfin  | Finarfin  | Finarfin  |           |           | Eärwen | Eärwen | Eärwen | Eärwen | Eärwen | Eärwen |        |        |  |  |        |        |        |        |        |        |  |  |           |           |           |           |           |           |           |           |           |           |          |          |          |          |  |  |
|  |  |           |           |           |           |           |           |        |        |          |          |           |           |           |           |           |           |        |        |        |        |        |        |        |        |  |  |        |        |        |        |        |        |  |  |           |           |           |           |           |           |           |           |           |           |          |          |          |          |  |  |
|  |  |           |           |           |           |           |           |        |        |          |          |           |           |           |           |           |           |        |        |        |        |        |        |        |        |  |  |        |        |        |        |        |        |  |  |           |           |           |           |           |           |           |           |           |           |          |          |          |          |  |  |
|  |  |           |           | Finrod    | Finrod    | Finrod    | Finrod    | Finrod | Finrod |          |          | Orodreth  | Orodreth  | Orodreth  | Orodreth  | Orodreth  | Orodreth  |        |        | Angrod | Angrod | Angrod | Angrod | Angrod | Angrod |  |  | Aegnor | Aegnor | Aegnor | Aegnor | Aegnor | Aegnor |  |  | Galadriel | Galadriel | Galadriel | Galadriel | Galadriel | Galadriel |           |           | Celeborn  | Celeborn  | Celeborn | Celeborn | Celeborn | Celeborn |  |  |
|  |  |           |           | Finrod    | Finrod    | Finrod    | Finrod    | Finrod | Finrod |          |          | Orodreth  | Orodreth  | Orodreth  | Orodreth  | Orodreth  | Orodreth  |        |        | Angrod | Angrod | Angrod | Angrod | Angrod | Angrod |  |  | Aegnor | Aegnor | Aegnor | Aegnor | Aegnor | Aegnor |  |  | Galadriel | Galadriel | Galadriel | Galadriel | Galadriel | Galadriel |           |           | Celeborn  | Celeborn  | Celeborn | Celeborn | Celeborn | Celeborn |  |  |
|  |  |           |           |           |           |           |           |        |        |          |          |           |           |           |           |           |           |        |        |        |        |        |        |        |        |  |  |        |        |        |        |        |        |  |  |           |           |           |           |           |           |           |           |           |           |          |          |          |          |  |  |
|  |  |           |           |           |           |           |           |        |        |          |          | Finduilas | Finduilas | Finduilas | Finduilas | Finduilas | Finduilas |        |        |        |        |        |        |        |        |  |  |        |        |        |        |        |        |  |  |           |           |           |           | Celebrían | Celebrían | Celebrían | Celebrían | Celebrían | Celebrían |          |          |          |          |  |  |

## Création et évolution
LA DESCENDANCE DE FINARFIN
La liste des fils de Finarfin n'est pas très claire. En effet, à sa mort J. R. R. Tolkien n'avait pas terminé la plupart de ses textes et continuait de modifier ses essais.
Ainsi, la place d'Orodreth et de Gil-Galad restent à déterminer selon le texte en cours de lecture.
ORODRETH
Selon Le Silmarillion et "les contes et légendes inachevées" Orodreth est indiqué comme étant le fils de Finarfin et d'Eärwen. Cependant, dans "People of the Middle Earth" (HOME) Christopher Tolkien nous indique qu'il a trouvé des notes plus anciennes de son père où il modifie la généalogie des descendants de Finarfin faisant d'Orodreth le fils de Finrod puis d'Angrod puisque Finrod ne devait pas avoir d'enfant ayant perdu l'amour de sa vie.
Christopher TOLKIEN précise alors que le Silmarillion ne sera pas modifié car il juge les modifications trop importantes et donc impossibles.
GIL-GALAD
Gil-Galad est d'abord considéré comme le fils de Fingon dans le Silmarillion. Cependant, contrairement à la problématique d'Orodreth, cette filiation pose un problème à la mort de Fingon. En effet, à la mort du roi des noldor c'est Turgon qui devient grand roi des noldors et non Gil-Galad.
La filiation de Gil-Galad a été très changeante au cours des remaniements de JRR TOLKIEN, cependant Christopher Tolkien nous donne un élément de réponse dans les HOME. Il y dit avoir fait une grosse erreur en indiquant Gil-Galad comme descendant de Fingon, hypothèse retenue que peu de temps par son père.
La dernière version de JRR Tolkien nomme Gil-Galad comme étant le fils d'Orodreth, lui-même fils d'Angrod. De même que pour Orodreth, la modification ne sera pas effectuée sur le silmarillion car trop importante.
Christopher dira même que la filiation de Gil-Galad aurait été bien mieux si elle était resté un mystère.
L'arbre généalogique ci-dessus permets donc un meilleur suivi pour une grande partie des livres de la saga mais n'est pas exacte par rapport aux dernières décisions de l'auteur avant sa mort.

## Adaptations
Les récits dans lesquels Finarfin apparaît n'ont pas été adaptés au cinéma, à la télévision ou à la radio.